# Mousseaux-lès-Bray
Mousseaux-lès-Bray är en kommun i departementet Seine-et-Marne i regionen Île-de-France i norra Frankrike. Kommunen ligger i kantonen Bray-sur-Seine som tillhör arrondissementet Provins. År 2022 hade Mousseaux-lès-Bray 672 invånare.

## Befolkningsutveckling
Antalet invånare i kommunen Mousseaux-lès-Bray
| Referens: INSEE |